# الدابنغي
الدابنغي (باللاتينية: Dapingian)، وهي أول مرحلة من فترة الأردوفيشي الأوسط والثالثة من العصر الأوردوفيشي، حيث امتدت من 471.3  ± 1.4 إلى 469.4  ± 0.9 مليون سنة مضت، لمدة 1.9 مليون سنة تقريبا.

## التسمية
يعود مصطلح الدابنغي إلى قرية بالقرب من نقطة ومقطع طبقة الحدود العالمية (GSSP) (مقطع هوانغهوتشانغ في قرية هوانغهوتشانغ مدينة ييتشانغ الصينية). وقد تم اقتراحه في عام 2005.

## المقطع النموذجي
تقع نقطة ومقطع طبقة الحدود العالمية (GSSP) لبداية الدابنغي عند «قطاع هوانغهوتشانغ» (30°51′38″N 111°22′26″E / 30.8605°N 111.3740°E) في قرية هوانغهوتشانغ مدينة ييتشانغ الصين. وهو نتوء تكوين داوان. وتعرف قاعدنه بأول ظهور لأنواع مخروطيات الأسنان البالتونيدوس تريانغولاريس (Baltoniodus triangularis) فوق قاعدة تكوين داوان على ارتفاع 10.57 متر. وتعرف حدوده العلوية بأول ظهور لأنواع جرابتوليت اندولوغرابتوس اوسترودينتاتوس (Undulograptus austrodentatus).